# Joe Maphis
Otis W. „Joe“ Maphis (* 12. Mai 1921 in Suffolk, Virginia; † 27. Juni 1986) war ein US-amerikanischer Country- und Rockabilly-Musiker. Er gilt als einer der virtuosesten Gitarristen seiner Zeit und beeinflusste andere Country- wie auch Rockabilly-Gitarristen gleichermaßen enorm. Sein Beiname war „King of the Strings“ („König der Saiten“).

## Leben

### Kindheit und Jugend
Geboren in Suffolk, wuchs Joe Maphis um Cumberland, Maryland auf. Schon früh sah man sein besonderes Talent. Als Jugendlicher lernte er Gitarre, Mandoline, Fiddle und Kontrabass. Er wurde dabei besonders von „Mother“ Maybelle Carter, einem Mitglied der Carter Family, die über das Radio hinreichend zu hören war, beeinflusst.

### Karriere

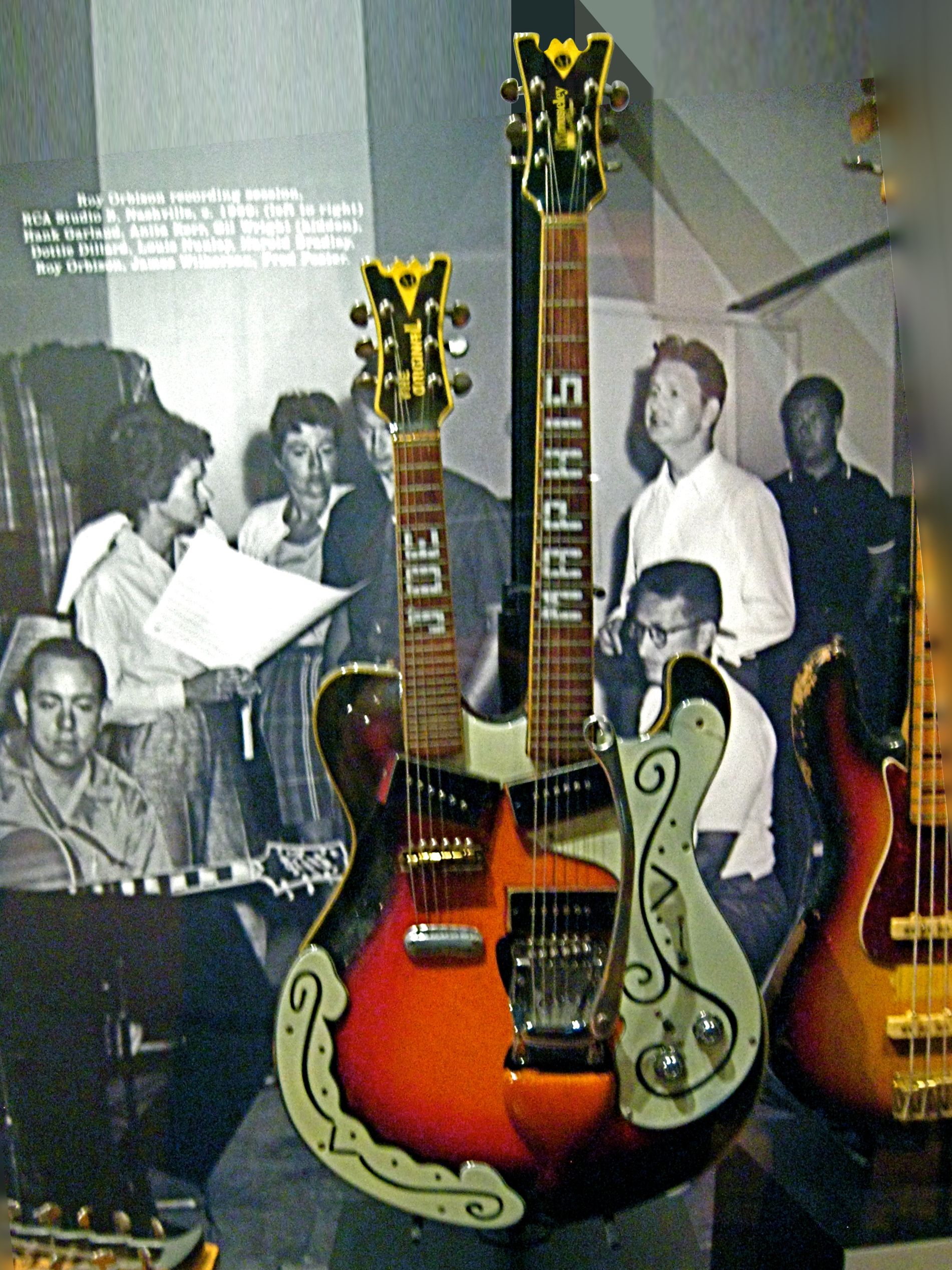
Maphis' Double-Neck Guitar der Firma Mosrite

Seine Karriere begann Maphis 1939 in Wheeling, West Virginia, wo er bei den bekannten Radiosendungen Boone County Jamboree und Old Dominion Barn Dance auftrat. Zusätzlich war er noch Mitglied des WLS National Barn Dance in Chicago geworden. Während des Krieges trat er bei den Soldaten im Pazifik auf, um sie zu unterhalten. Bei einem Auftritt im Old Dominion Barn Dance lernte er die junge Country-Sängerin Rose Lee Schemtropf, besser bekannt als Rose Lee, kennen. Die beiden heirateten 1951 in Los Angeles. Zusammen zogen sie an die Westküste der USA. Nachdem sie dort erst bei den Lariat Records einige Platten eingespielt hatten, unterzeichneten sie bei den Okeh Records einen Vertrag. Aus dieser Zeit stammt ihr erfolgreichster und bekanntester Song, Dim Lights, Thick Smoke. Der Titel beschäftigt sich mit den in Texas vorkommenden Honky Tonks, in denen es oft sehr rauchig ist. Maphis ließ sich zu dieser Zeit auch eine spezielle Gitarre anfertigen, die Double-Neck Guitar von der Firma Mosrite.
Gleichzeitig wurden Rose Lee und Maphis Mitglieder der bekannten Town Hall Party, einer der bekanntesten Radio- und TV-Shows Amerikas, wo Stars wie Johnny Cash und Bob Luman auftraten. Als die beiden Collins Kids erstmals dort auftraten, begann Maphis den jungen Gitarristen Larry Collins zu unterrichten und begleitete sie auf der Gitarre, bei ihren Auftritten sowie bei den Aufnahmen. 1955 wechselte er zu den Columbia Records, wo er erstmals Instrumentalstücke wie Fire On The Strings und Guitar Rock’n’Roll aufnahm. Außerdem beschäftigte er sich als Session-Musiker. So ist er unter anderem bei Aufnahmen von Johnny Burnette, Skeets McDonald, Wanda Jackson und Rose Maddox zu hören.
Nachdem Maphis und Rose Lee 1960 zu den Capitol Records gewechselt waren, gingen sie 1963 zu Starday. 1968 zogen die beiden nach Nashville, Tennessee. Dort nahm Maphis außerdem für die Moserite Records einige Platten auf, die von Bill Woods produziert wurden. In Nashville entdeckte er auch die junge Barbara Mandrell, die später eine erfolgreiche Country-Sängerin werden sollte. Maphis spielte weiterhin Platten ein und trat mit Rosa Lee gemeinsam auf, bis zu seinem Tode. Zudem veröffentlichte er verschiedene Alben zusammen einem anderen Gitarrenvirtuosen, Merle Travis.
Joe Maphis verstarb am 27. Juni 1986 an den Folgen von Lungenkrebs im Alter von 65 Jahren.

## Diskographie

### Singles
|                         | Dim Lights, Thick Smoke (and Loud Loud Music) / ?                                                      | OKeh             |
|                         | Honky Tonk Down Town / The Parting of the Way (mit Rose Lee)                                           | Columbia         |
|                         | You Ain’t Got Sense / Your Old Love Letters                                                            | Columbia 4-21427 |
| 1956                    | Fire on the Strings / I Love You Deeply                                                                | Columbia 4-21479 |
| 1956                    | I’m Willin’ to Try / Let’s Pull Together (mit Rose Lee)                                                | Columbia         |
| 1956                    | Guitar Rock’n’Roll / Teenage Two Step                                                                  | Columbia 4-21518 |
|                         | Bully of the Town / Flogging the Banjo                                                                 | Columbia 4-21547 |
| 1957                    | Swinging Strings (mit Larry Collins) - Hurricane - Bye Bye - Early American - The Rockin’ Gypsy        | Columbia B-2141  |
|                         | Fire on the Strings - Fire on the Strings - Twin Banjo Special - Flying Fingers - Guitar Rock and Roll | Columbia B-10051 |
|                         | Town Hall Shuffle / Sweet Fern                                                                         | Columbia 40882   |
|                         | A Picture, a Ring and a Curl / I Gotta' Lotta' Lovin'                                                  | Columbia 41004   |
| 1959                    | Short Recess / Moonshot                                                                                | Columbia 4-41353 |
| 1960                    | Water Baby Boogie / Black Sombrero                                                                     | Republic 2006    |
| 1964                    | Hot Rod Guitar / Lonesome Jailhouse Blues                                                              | Starday 683      |
| 1967                    | Thunder Road / Spanish Dobro                                                                           | Dominion 105     |
| 1969                    | Gee Aren’t Wee Lucky / Guitar Happy (mit Rose Lee)                                                     | Chart 5029       |
| 1970                    | Run That By Me One More Time / I Don’t Care (mit Rose Lee)                                             | Chart 5074       |
| 1971                    | Slippin’, Pickin’, Fiddlin’ / If I’m Gonna Have Your Lovin’ (Rose Lee)                                 | Chart 5122       |
| Unveröffentlichte Titel | |                  |
|                         | - Water Baby Boogie (alt. Version)                                                                     |                  |

### Alben
- 1964: Merle Travis & Joe Maphis (Capitol, mit Merle Travis)
- 1971: Guitaration Gap (Chart, mit Jody Maphis)
- 1981: Down Life's Highway (Brylen, mit Johnny Dollar)
- 1982: Country Guitar Thunder (CMH, mit Merle Travis)
- 1983: Volume 2 (Brylen, mit Jody Maphis)